# ایزلینگتون
Populationایزلینگتونlongitudeایزلینگتونlatitudeایزلینگتون
ایزلینگتون (انگلیسی: Islington) ناحیه‌ای در لندن بزرگ واقع در انگلند است که بخشی منطقه ایزلینگتون لندن از محسوب می‌شود. نام آن از واژه ساکسونی گیزلدون برگرفته شده و تا قرن هفدهم آن‌را ایزلدون نیز خطاب می‌کردند..